# Kris Kross
A Kris Kross egy amerikai rap duó, melyet a 90-es évek elején Jermaine Dupri alakított. Legismertebb slágerük az 1992-ben megjelent Jump című dal, mely a Billboard Hot 100-as lista 1. helyéig jutott, és nyolc hétig volt listavezető. A duó egyedi divatot teremtett a fiatalok körében, fordítva hordott ruhájukkal.

## Tagok
- Chris "Mac Daddy" Kelly'(1978. augusztus 11. – 2013. május 1.)
- Chris "Daddy Mac" Smith (1979. január 10. –)

## Totally Krossed Out – Az első album
A duó Dupri kiadójával a Ruffhouse Records-szal kötött szerződést, melynek eredményeképpen 1992. március 17-én kiadták első albumukat a Totally Krossed Out című debütáló nagylemezt. Az albumról kimásolt Jump az Egyesült Államokban 4 millió példányszámban kelt el, és ez volt az első rap dal, mely ilyen sokáig szerepelt listavezetőként slágerlistán.
A dal videóklipjét Rich Murray rendezte, és a klip VHS kazettán is megjelent, több mint 100 000 példányszámot produkálva. Az MTV slágerlistáján is az előkelő 1. helyezést érte el. A második kislemez, a Warm It Up videóklipjét szintén Murray rendezte, és megnyerte a Legjobb új előadó díját.

## Da Bomb – A második album
A második album a Da Bomb 1993-ban jelent meg, és platinalemez lett. Az albumról olyan slágerek születtek, mint az Allright,Super Cat közreműködésével, valamint a I’m Real, és a Da Bomb című, melyben Da Brat közreműködött.

## Young, Rich & Dangerous – A harmadik album
A harmadik album 1996 elején jelent meg, és aranylemez helyezést ért el. Az albumról két kislemez jelent meg, a Tonite’s Tha Night és a Live and Die for Hip Hop című dalok.
A duó a harmadik album után szétvált, majd 2013-ban a megalakulás 20. évfordulóján újra összeálltak.

## Közreműködések 1992-1998
- Michael Jackson Jam videóklip (1991)
- Michael Jackson Dangerous World Turné (1992)
- TLC Hat 2 Da Back videóklip (1992)
- Run-D.M.C. Down With the King videóklip (1993)
- Ted Demme film: Who's the Man? (1993)

1992-ben a SEGA videójáték gyártó cég felkérte a duót egy videójáték elkészítésére, melyen a csapat saját zenei videói, animáció hatások voltak találhatóak. A játék az Egyesült Államokban gyenge eladásokat produkált, és a 18. Electronic Gaming Monthly listáján a 20. helyet kapta, mint a legrosszabb videójáték. A duó 1994-ben elkészítette a Rugrats Rap című dalt, ami a Nickelodeon gyerekcsatorna által kiadott VHS kazettán is szerepelt, illetve 1998-ban CD-n is megjelent Best of Nicktoons címmel, melyen ez volt a címadó dal.
A duó gyakori vendég volt az MTV Yo! Raps című műsorában is.

## Chris Kelly halála
2013. május 1-jén Chris Kellyt holtan találták atlantai otthonában. 35 éves volt. A rendőrségi jelentés dokumentumai között, édesanyja vallomása között szerepelt, hogy fiát többször segítették abban, hogy leszokjon a kábítószerről és az azzal való visszaélésről.
Másnap reggel Dupri a rajongóknak írt egy levelet, amelyben dicsérte Kellyt művészként, majd megerősítette a halál tényét is. Több később befutott művész tekintette példaképének a sztárt, köztük pl. Ludacris is.

## Diszkográfia

### Stúdióalbumok
| Megjelenés | Albuminformációk | Legmagasabb helyezés | Legmagasabb helyezés | Legmagasabb helyezés | Legmagasabb helyezés | Legmagasabb helyezés | Legmagasabb helyezés | Elismerések                        |  |
| Megjelenés | Albuminformációk | US                   | US R&B               | AUS                  | AUT                  | SWE                  | UK                   | Elismerések                        |  |
| ---------- | --- | -------------------- | -------------------- | -------------------- | -------------------- | -------------------- | -------------------- | ---------------------------------- |  |
| 1992       | Totally Krossed Out - Első stúdióalbum (CD, MC, LP) - Megjelent: 1992. március 31. - Label: Ruffhouse/Columbia Records        | 1                    | 1                    | 7                    | 33                   | 30                   | 31                   | - CAN: 3× Platina - US: 4× Platina |  |
| 1993       | Da Bomb - Második stúdióalbum (CD, MC, LP) - Megjelent: 1993. augusztus 3. - Label: Ruffhouse/Columbia Records                | 13                   | 2                    | —                    | —                    | —                    | —                    | - CAN: Arany - US: Platina         |  |
| 1996       | Young, Rich & Dangerous - Harmadik stúdióalbum (CD, MC, LP) - Megjelenés: 1996. január 9. - Label: Ruffhouse/Columbia Records | 15                   | 2                    | —                    | —                    | —                    | —                    | - US: Arany                        |  |
|            | |                      |                      |                      |                      |                      |                      |                                    |  |

### Remixalbumok
| Megjelenés | Albuminformációk |
| ---------- | --- |
| 1996       | Best of Kris Kross Remixed ’92 ’94 ’96 - Első remixalbum (CD, MC, LP) - Megjelenés: 1996. november 26. - Label: Ruffhouse/Columbia Records |

### Válogatásalbum
| Megjelenés | Albuminformációk                                                                                                 |
| ---------- | --- |
| 1998       | Gonna Make U Jump - Első válogatásalbum (CD) - Megjelenés: 1998. április 28. - Label: Ruffhouse/Columbia Records |

### Kislemezek
| Megjelenés | Dal                        | Legmagasabb helyezés | Legmagasabb helyezés | Legmagasabb helyezés | Legmagasabb helyezés | Legmagasabb helyezés | Legmagasabb helyezés | Legmagasabb helyezés | Legmagasabb helyezés | Elismerések      | Album                                  |
| Megjelenés | Dal                        | US                   | US Rap               | US R&B               | US Dance             | AUS                  | CAN                  | SWE                  | UK                   | Elismerések      | Album                                  |
| ---------- | -------------------------- | -------------------- | -------------------- | -------------------- | -------------------- | -------------------- | -------------------- | -------------------- | -------------------- | ---------------- | -------------------------------------- |
| 1992       | "Jump"                     | 1                    | 1                    | 2                    | 13                   | 1                    | 1                    | 2                    | 2                    | - US: 2× Platina | Totally Krossed Out                    |
| 1992       | "Warm It Up"               | 13                   | 1                    | 3                    | 23                   | 21                   | 4                    | 34                   | 16                   | - US: Arany      | Totally Krossed Out                    |
| 1992       | "I Missed the Bus"         | 63                   | 17                   | 29                   | —                    | —                    | 21                   | —                    | 57                   |                  | Totally Krossed Out                    |
| 1992       | "It’s a Shame"             | —                    | 11                   | 55                   | —                    | —                    | —                    | —                    | 31                   |                  | Totally Krossed Out                    |
| 1993       | "Alright"                  | 19                   | 1                    | 8                    | 40                   | —                    | 4                    | —                    | 47                   | - US: Arany      | Da Bomb                                |
| 1993       | "I’m Real"                 | 84                   | 8                    | 45                   | —                    | —                    | —                    | —                    | —                    |                  | Da Bomb                                |
| 1994       | "Da Bomb" (with Da Brat)   | —                    | 25                   | 74                   | —                    | —                    | —                    | —                    | —                    |                  | Da Bomb                                |
| 1995       | "Tonite's tha Night"       | 12                   | 1                    | 6                    | —                    | —                    | 23                   | —                    | —                    | - US: Arany      | Young, Rich & Dangerous                |
| 1996       | "Live and Die for Hip Hop" | 72                   | 11                   | 36                   | —                    | —                    | —                    | —                    |                      |                  | Young, Rich & Dangerous                |
| 1996       | "Raide"                    | —                    | —                    | —                    | —                    | —                    | —                    | —                    | —                    |                  | Best of Kris Kross Remixed ’92 ’94 ’96 |